# تپه چغاعرب
تپه چغاعرب مربوط به دوره اشکانیان - دوره ساسانیان - سده‌های میانه دوران‌های تاریخی پس از اسلام است و در ۴۵۰ متری غرب گیلان غرب واقع شده و این اثر در تاریخ ۲۶ اسفند ۱۳۸۷ با شمارهٔ ثبت ۲۵۴۷۴ به‌عنوان یکی از آثار ملی ایران به ثبت رسیده است.